# Hesychotypa maculosa
Hesychotypa maculosa là một loài bọ cánh cứng trong họ Cerambycidae.